# Nicolas Joachim
Nicolas Joachim, né à Farciennes le 28 septembre 1872 et mort à Tournai le 6 juillet 1945, est un musicien belge, prêtre catholique (chanoine), maître de chapelle, compositeur et musicographe.

## Biographie
Nicolas Joachim naît à Farciennes (commune carolorégienne de la province de Hainaut, en Belgique) le 28 septembre 1872. Attiré par la vocation religieuse, il entre au Séminaire de Bonne-Espérance. C'est dans ce cadre, où la musique sacrée est, à l'époque, très présente, que ses dons musicaux s'affirment. Doté d'une belle voix, il ne tarde pas à constituer un chœur polyphonique qu'il dirige. La richesse de la bibliothèque l'attire, en particulier dans le domaine musical. Se développe alors son goût pour l'étude. Autodidacte au plan musical, il bénéficie cependant des conseils du chanoine Hanse, diplômé de l'Institut Lemmens à Malines.
Ordonné au presbytérat en 1895, il se voit confier les cours de dessins (pour lequel il est également doué) et de musique à l'Institut Saint-Joseph de La Louvière, avant de s'installer à Tournai en 1906. Dans la ville épiscopale, de nombreuses tâches l'attendent : professeur de chant grégorien au Séminaire, de religion à l'École Normale, inspecteur de l'enseignement esthétique et musical pour les établissements du diocèse de Tournai, maître de chapelle de la cathédrale Notre-Dame, grand chantre. Ses mérites lui valent d'être élevé à la dignité de chanoine honoraire en 1916, puis de chanoine titulaire en 1928.
C'est à Tournai que se déroule l'essentiel de sa vie, laquelle s'achève en 1945. Une existence qui gravite autour de trois axes principaux : la maîtrise de la cathédrale, la composition, la musicographie.

### Maître de chapelle
C'est en 1906, au lendemain du Congrès Eucharistique International de Tournai que Nicolas Joachim succède à l'Abbé Joseph Suys au poste de Maître de chapelle de la cathédrale Notre-Dame. L'abbé Suys, fidèle à ses devanciers (les chanoines Joseph-Jules Dedoncker et Victor Durez) avait adopté le répertoire de l'École Palestrinienne, de compositeurs tournaisiens de la Renaissance et celui, plus récent du mouvement cécilien. Dans ce prolongement, Nicolas Joachim, passionné par les œuvres polyphoniques des XVIe, XVIIe et XVIIIe siècles (conservées dans la bibliothèque de la cathédrale), réalise des adaptations de motets de Pollio et Monteverdi, ainsi qu'une messe d'un anonyme (Missa Sancta Trinitas) ou encore les Répons de la Messe Pontificale et Faux-Bourdons psalmodiques de la cathédrale de Tournai.
Outre les offices religieux de la cathédrale, sous sa direction, la Maîtrise s'associe au concerts de musique sacrée donnés par l'École Saint-Grégoire.

### Compositeur
Maître de chapelle, Nicolas Joachim dirige les chœurs, mais également compose de la musique sacrée.
Parmi ses œuvres, citons les messes Ecce Reus adjuvant me (4 vois et orgue), la Messe de Sainte-Waudru (3 voix a cappella) et la Messe de Saint-Éleuthère (4 voix a cappella). D'autres pièces accompagnent cet ensemble – Te Deum, motets, offertoires, chants de procession – ainsi que des cantates dont la plus célèbre s'intitule Vincentius, (mélodrame religieux pour soli, chœurs et orchestre), qui retrace la vie de Saint Vincent Madelgaire, comte de Hainaut et Saint-Patron de la ville de Soignies.
Nicolas Joachim composera également un recueil de cantiques dont le style oratorien suscite l'intérêt d'Edgar Tinel.

### Musicographe
Musicographe dans l'âme, avide de découvertes, Nicolas Joachim ne tarde pas publier des études. Collaborateur de la revue liégeoise Le Courrier de Saint-Grégoire, il dirige ce périodique de 1906 à 1914. Parmi ses principales publications, citons : La chanterie, la maîtrise et les musiciens de l'ancien chapitre de Saint-Vincent de Soignies, l'Aperçu historique sur la Maîtrise de la cathédrale de Tournai (Xe – XXe siècle), et son Histoire d'une ligne de musique ou aperçu historique sur évolution de la notation musicale en Occident.
Ces compétences lui valent de se voir proposer, en 1930, de faire partie de la Société belge de musicologie, présidée par Charles Van den Borren, et entouré de personnalités telles qu'Ernest Closson, le chanoine Jules Van Nuffel, Dom Krebs.

## Hommage
Depuis 1973, une plaque commémorative est apposée à l'intérieur de la cathédrale de Tournai, à droite de l'entrée de la nef romane.

## Œuvres musicales

### Messes

#### Chœur a cappella
- Messe en l'honneur de Saint Eleuthère (à 4 voix mixtes)

- Messe en l'honneur de Saint Piat (à 6 voix mixtes)

- Messe en l'honneur de Sainte Waudru (à 3 voix égales)

- Messe en l'honneur de l'Immaculée Conception (à 4 voix égales)

- Messe en l'honneur de Notre-Dame des 7 douleurs (à 3 voix égales)

#### Chœur et orgue
- Messe en l'honneur de Saint Vincent Madelgaire (à 3 voix égales et orgue)

- Messe Ecce Deus adjuvat me (à 4 voix égales et orgue)

- Messe en l'honneur de Sainte Bernadette (à 3 voix égales et orgue)

- Messe en l'honneur du Sacré-Cœur de Jésus (à 2 voix égales et orgue)

- Messe en l'honneur de Saint Badilon (à 2 voix mixtes et orgue)

### Motets

#### Chœur a cappella
- Laudate Dominum (à 4 voix égales)

- Iste quem laeti (à 4 voix égales)

- O crux ave (à 4 voix égales)
- Stabat Mater (à 4 voix égales)
- Domine salvum fac regem (à 6 voix mixtes)

- Tota pulcra es, Maria (à 6 voix, pour 2 chœurs)
- Hodie Christus natus est (à 4 voix égales et 2 soli)
- Tui sunt coeli (à 6 voix égales)
- Terra tremuit (à 6 voix égales)
- Ascendit Deus (à 6 voix égales)
- Confirma hoc (à 6 voix égales)
- O quam gloriosum (à 4 voix égales)
- De profundis (à 4 voix égales)
- Pulvis et umbra (à 2 voix égales)
- O salutaris hostia sacra (à 2 voix égales)
- Sancta Maria succure miseris (à 2 voix égales)
- Parce Domine (à 2 voix égales)
- Bonum est (à 2 voix égales)
- Perfice gressus meos (à 2 voix égales)
- Benedictus es Domine (à 2 voix égales)
- Hodie, Christus natus est (à 2 voix égales)

#### Chœur et orgue
- In hymnis et confessionibus (à 3 voix et orgue)
- Tu es Petrus (à 5 voix et orgue)
- Quae est ista (à 2 voix et orgue)
- O sacrum convivium (à 2 voix et orgue)
- Dum medium silentium (à 3 voix et orgue)
- Beata Dei Genitrix (à 2 voix et orgue)
- Per signum crucis (à 3 voix et orgue)
- Jesu corona virginium (à 2 voix et orgue)
- Te Joseph celebrent (à 2 voix et orgue)
- Sacris solemnis (à 2 voix et orgue)

### Divers

#### Chœur a cappella
- Anciens répons des offices pontificaux (à 6 voix)
- Passion selon Saint Jean (à 4 voix)
- Passion selon Saint Matthieu (à 4 voix)
- Hymne du soir (à 3 voix égales)

#### Chœur et orgue
- Te Deum ( à 2 voix égales et orgue)

#### Chœur, orgue et instrument(s)
- Te Deum (à 5 voix mixtes, orgue et instruments)
- Cantate jubilaire pour le 50e anniversaire de l'arrivée des Dames de la Croix à La Louvière (à 4 voix de femmes, orgue et harpe)

#### Chœur et piano
- L'Angelus (soprano solo, chœur et piano)

#### Chœur et orchestre
- Vincentius, mélodrame religieux (pour soli, chœur et orchestre)
- Cantate jubilaire pour le centenaire de l'arrivée des Frères des Ecoles chrétiennes à Tournai (chœur et orchestre)

#### Voix et accompagnement
- Dix-huit cantiques (voix et orgue)
- Vingt-cinq chants de procession (avec accompagnement d'instruments)
- Chants pour le cortège des reliques du XIVe centenaire de Saint Eleuthère
- Cantique à Saint Antoine de Padoue (voix et orgue)

## Transcriptions et arrangements
- Missa a 4 da cappella (4 voix égales) de Claudio Monteverdi
- Missa Sancta Trinitas (4 voix mixtes) d'A. de Févin
- Laetare Jerusalem (5 voix mixtes) de Pollio
- Missa Octavi toni (4 voix égales) de J. M. Asola

## Editions liturgiques
- Vespéral, d'après les règles du "Cantarinus" vatican.

- Manuel paroissial du diocèse de Tournai (en collaboration avec les chanoines Hanse et Staquet).

## Musicographie
- Histoire d'une ligne de musique (aperçu historique sur l'évolution de la notation musicale en Occident).
- La chanterie, la maîtrise et les musiciens de l'ancien chapitre de Saint-Vincent à Soignies in : Le Courrier de Saint-Grégoire, 1910-11.

- Aperçu historique sur la Maîtrise de la cathédrale de Tournai.